# Arghanj Khwa (district)
Arghanj Khwa est un district situé dans la province de Badakhshan en Afghanistan. Sa population est estimée à 12 000 habitants en 2003.